# Efunroye Tinubu
Efunroye Tinubu, född Efunporoye Osuntinubu i Egbaland 1810, död 1887, även känd som enbart Madam Tinubu, var en afrikansk slavhandlare och en politisk aktör i Lagos.
Hon var en änka med två barn då hon gifte sig med Adele Ajosun, före detta oba (kung) av Lagos. Hon följde honom till Lagos när hon återfick tronen 1835. Tinubu utnyttjade de kontakter hon fick genom Adele till att bygga upp ett mäktigt affärsimperium i handel med slavar, tobak och salt, vilket gav henne en stor ekonomisk maktbas och därmed också förmåga att påverka politiken i riket. 
Hon blev änka 1837, och stödde med framgång sin styvson Oluwole, som var kung 1837–1841, och gifte sig med hans militärbefäl Yesufu Bada. När Oluwole avled 1841, stödde hon sin svåger Akitoye anspråk på tronen framför prins Kosokos, och Akitoye gav henne fördelaktiga affärskontrakt i utbyte. När Akitoye störtades av Kosoko 1845, blev hon en samlingspunkt för Akitoyes anhängare. 1851 störtades Kosoko av britterna, som återuppsatte Akitoye på tronen. Akitoye tvingades skriva på britternas förbud mot slavhandel, men Tinubu fortsatte oaktat detta sin omfattande slavhandel, om än nu i hemlighet. 
Hon gav sitt stöd till Dosunmu när han besteg tronen 1853. Hennes inflytande hade dock vid denna tid blivit enormt: hon hade sin egen privata slavarmé och utfärdade order som normalt brukade tillhöra kungens privilegier.  Britterna försökte underminera hennes maktbas genom att uppmuntra en immigration av yoruba, som britterna räddat från slaveri i området, då dessa saknade lojalitet till henne. År 1855 lyckades britterna övertyga kungen om att förvisa henne. 
Efunroye Tinubus slavhandel övergick i takt med att slavhandeln dog ut till vapenhandel, och hon motarbetade kolonialmakten i Lagos under sin exil. 